# Yale Udoff
Yale Udoff (29 mars 1935 - 19 juillet 2018) est un scénariste et dramaturge américain. 

## Biographie
Né le 29 mars 1935 à Brooklyn, New York, il étudie à l'Université d'État du Michigan, puis à l’Université de Georgetown,.
Il travaille d'abord pour CBS et ABC, auprès des producteurs Roone Arledge, Douglas S. Cramer et Edgar Scherick. En 1980, il écrit le scénario d'Enquête sur une passion, réalisé par Nicolas Roeg. Avec Duncan Gibbins, il écrit le scénario de Eve of Destruction en 1991.
Il est également l’auteur de pièces de théâtre comme The Little Gentleman & The Club et A Gun Play.
Il épouse Sally Shulamit, qui décède en 2010. Il meurt le 19 juillet 2018 à Burbank en Californie.

## Sources
1. 1 2 3 4  Mike Barnes, « Yale Udoff, 'Bad Timing' Screenwriter and 'Batman' TV Booster, Dies at 83 », The Hollywood Reporter,‎ 27 juillet 2018 (lire en ligne, consulté le 1er août 2018)
2. 1 2  Ellis Clopton, « ‘Bad Timing’ Screenwriter Yale Udoff Dies at 83 », Variety,‎ 26 juillet 2018 (lire en ligne, consulté le 1er août 2018)